# Erdőbénye
Erdőbénye je vas na Madžarskem, ki upravno spada pod podregijo Tokaji Županije Borsod-Abaúj-Zemplén.